# 濱海灣市街賽道
滨海湾市街赛道（官方英文名為Marina Bay Street Circuit），也称为新加坡市街賽道，是一条位于新加坡滨海湾地區、為了舉辦一級方程式賽車（F1）而以一般市街道路圍成的賽車跑道。濱海灣市街賽道自2008年賽季起就一直是新加坡大獎賽的舉辦場地，赛道布局经过四次更改，现长4.928千米，包含大量直角彎，整體路線特性與舉辦摩納哥大獎賽的蒙地卡羅賽道類似。
新加坡街道賽道由KBR负责设计，德国著名赛道设计师赫尔曼·提克为该赛道原型提交过第一份修改稿。

## 赛道特征

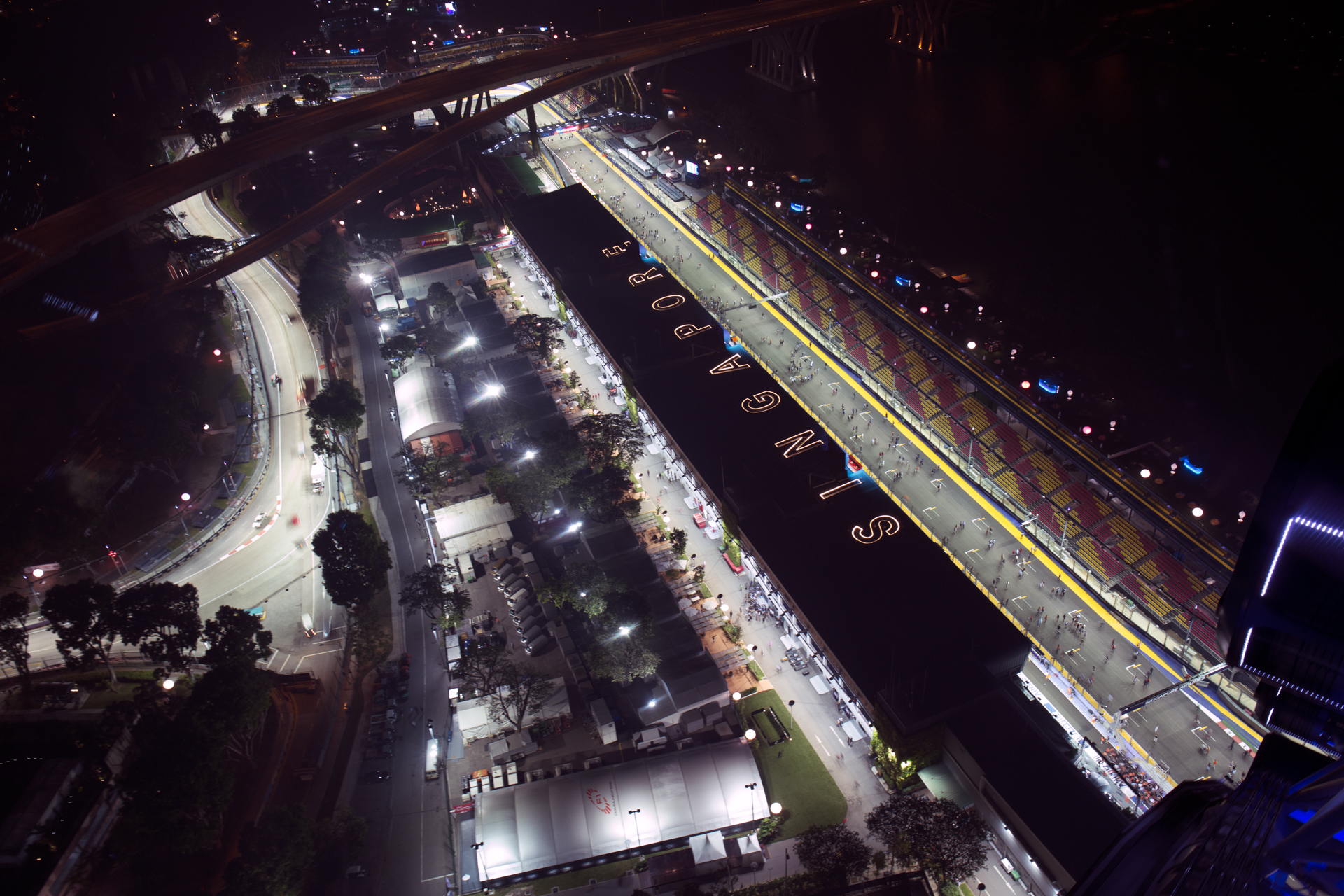
发车直道和维修区，摄于2014年新加坡大奖赛

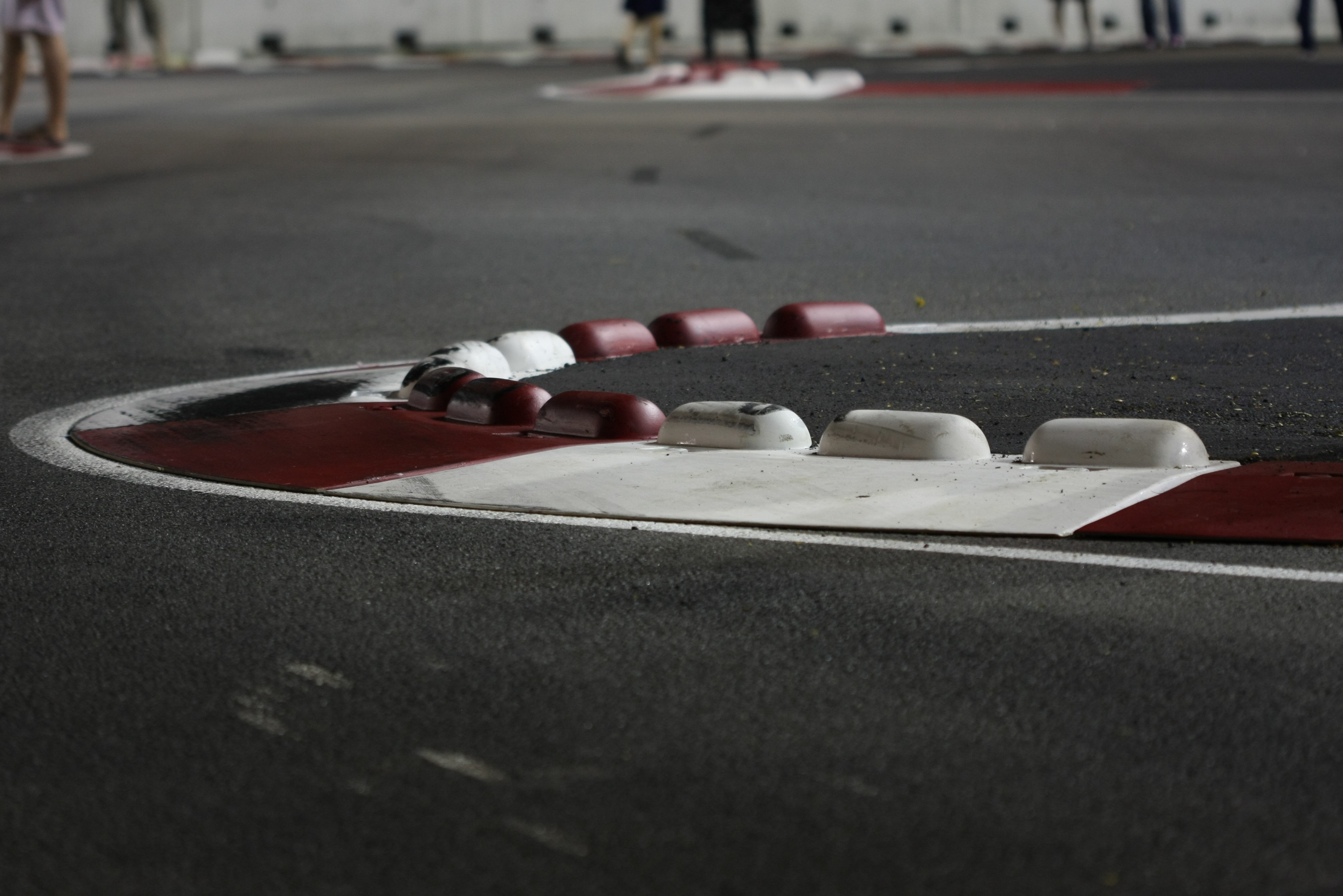
10号弯，“新加坡弹弓”

滨海湾市街赛道为逆时针赛道，平均速度比蒙地卡羅賽道更快。这也是F1历史上首次举办夜间比赛。赛道两旁的看台座位和接待区将能够容纳超过8万名观众，同时将在现有的新加坡摩天观景轮附近建造一个带有豪华围场设施的永久性维修区。
赛道的1号弯以前总统薛尔思（Sheares）命名；6号弯是一个高速弯，连接两段大直道；7号弯因靠近战争纪念公园和日本占领时期死难人民纪念碑而被命名为纪念弯（Memorial）；9号弯路过市政大厦与高等法院旧址；10号弯在改造前为一个组合弯，路边有路缘石，被命名为Singapore Sling。10号弯被命名为Singapore Sling（新加坡弹弓），是因为在2008年新加坡大奖赛期间，基米·莱科宁和詹卡洛·费斯切拉的赛车都在这里遭遇事故，赛车被弹起，且和新加坡本地一款鸡尾酒同名。刘易斯·汉密尔顿曾批评10号弯是“在一级方程式赛车中开过的最糟糕的弯道”。2011年新加坡大奖赛排位赛期间，小林可梦伟的赛车也曾在10号弯因压上路缘石而被弹起并失控撞墙。
2013年，大奖赛主办方组委会将10号弯“新加坡弹弓”调整为只有一个弯心的左弯。国际汽联的模拟数据显示，赛车经过10号弯时速度可提升40km/h。与此同时，由于速度提升的安全考虑，在10号弯前加装了TecPro护墙。
2015年，大奖赛主办方修改了赛道的11-13号弯，缩短了跨越安德森大桥的路段，改变了13号弯的入弯角度，让车手在此超车更容易。
2018年，赛道16、17号弯的路线出现变化，赛道的长度缩短2米。
2023年，由于滨海湾浮动舞台维修改造，赛道取消了原先的16、17、18、19号弯，改为一条直道。由此赛道长度缩短到4.940千米。

## 賽道佈局歷史
- 2008–2012年期間使用的初始佈局
- 2013–2014年期間使用移除了减速弯道的佈局
- 2015–2017年期間使用重新部置11至13號彎的佈局
- 2018–2019及2022年期間使用重新部置16至17號彎的佈局
- 2023年開始使用在15–16號彎之間新增直道的佈局

## 赛道纪录
官方纪录只计正赛成绩。刘易斯·汉密尔顿曾在2018年新加坡大奖赛排位赛期间创下1分36秒015的纪录。兰多·诺里斯曾在2024年新加坡大奖赛排位赛创下1分30秒002的新版本赛道布局记录。
| 赛事级别                                           | 时间                                 | 车手                                 | 赛车                                 | 比赛                                 |
| 第五版赛道布局（2023年–）：4.928公里               | 第五版赛道布局（2023年–）：4.928公里 | 第五版赛道布局（2023年–）：4.928公里 | 第五版赛道布局（2023年–）：4.928公里 | 第五版赛道布局（2023年–）：4.928公里 |
| -------------------------------------------------- | ------------------------------------ | ------------------------------------ | ------------------------------------ | ------------------------------------ |
| 一级方程式                                         | 1:34.486                             | 丹尼尔·里卡多                        | RB VCARB 01                          | 2024年新加坡大奖赛                   |
| 第四版赛道布局（2018年–2019年，2022年）：5.063公里 |                                      |                                      |                                      |                                      |
| 一级方程式                                         | 1:41.905                             | 凯文·马格努森                        | 哈斯VF-18                            | 2018年新加坡大奖赛                   |
| 第三版赛道布局（2015年–2017年）：5.065公里         |                                      |                                      |                                      |                                      |
| 一级方程式                                         | 1:45.008                             | 刘易斯·汉密尔顿                      | 梅赛德斯AMG F1 W08 EQ Power+         | 2017年新加坡大奖赛                   |
| TCR国际系列赛                                      | 2:25.954                             | 让-卡尔·韦尔内                       | 大众高尔夫Mk7                        | 2016年TCR国际系列赛新加坡站          |
| 第二版赛道布局（2013年–2014年）：5.061公里         |                                      |                                      |                                      |                                      |
| 一级方程式                                         | 1:48.574                             | 塞巴斯蒂安·维特尔                    | 红牛RB9                              | 2013年新加坡大奖赛                   |
| GP2系列赛                                          | 1:57.368                             | 乔里恩·帕尔默                        | 达拉拉GP2/11                         | 2013年GP2滨海湾站                    |
| 原始赛道布局（2008年–2012年）：5.073公里           |                                      |                                      |                                      |                                      |
| 一级方程式                                         | 1:45.599                             | 基米·莱科宁                          | 法拉利F2008                          | 2008年新加坡大奖赛                   |
| GP2系列赛                                          | 2:03.184                             | 斯蒂凡诺·科莱蒂                      | 达拉拉GP2/11                         | 2012年GP2滨海湾站                    |

## 图集

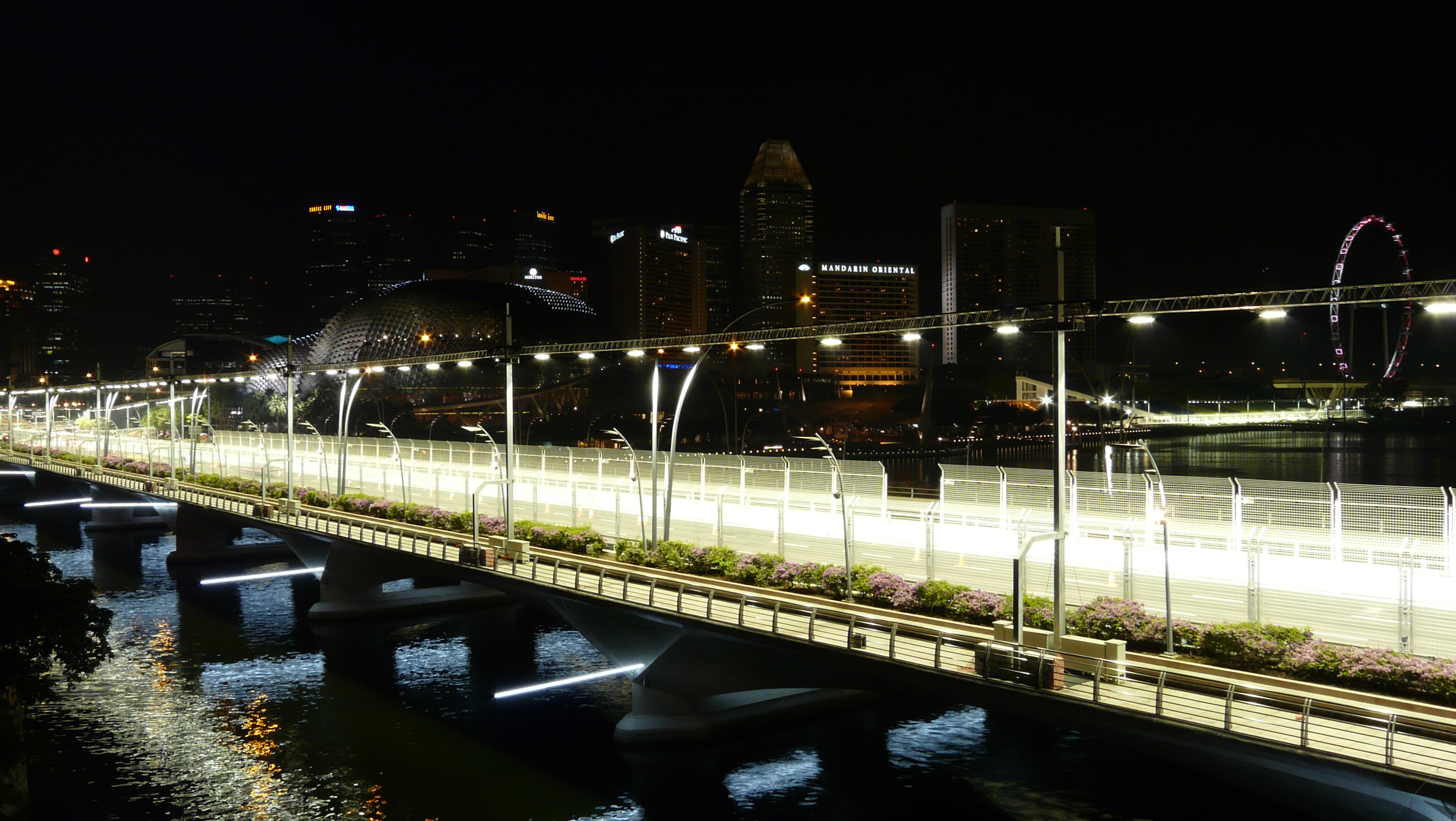
2008年赛前一周的滨海艺术中心
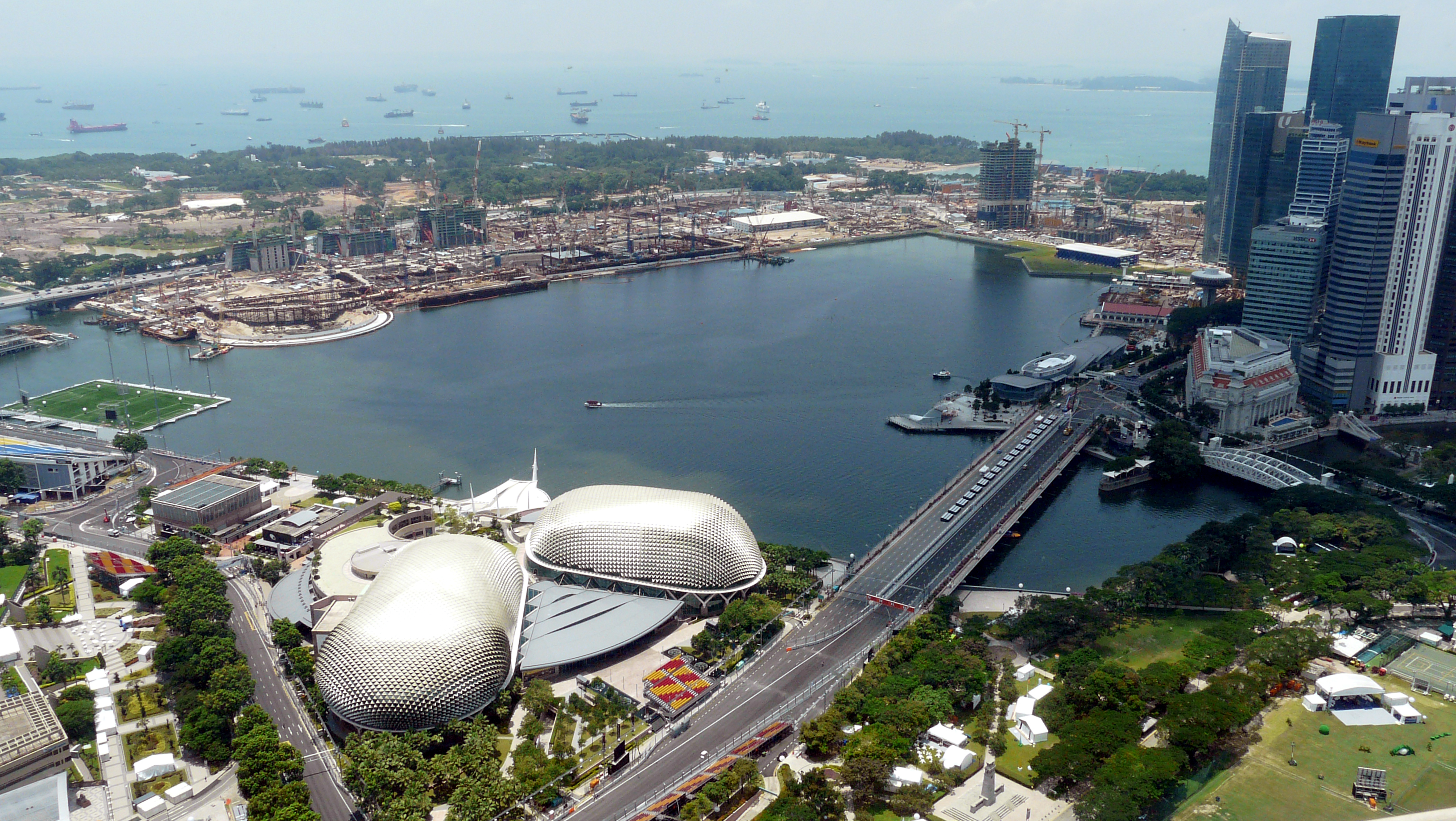
2008年赛前两天的赛道鸟瞰
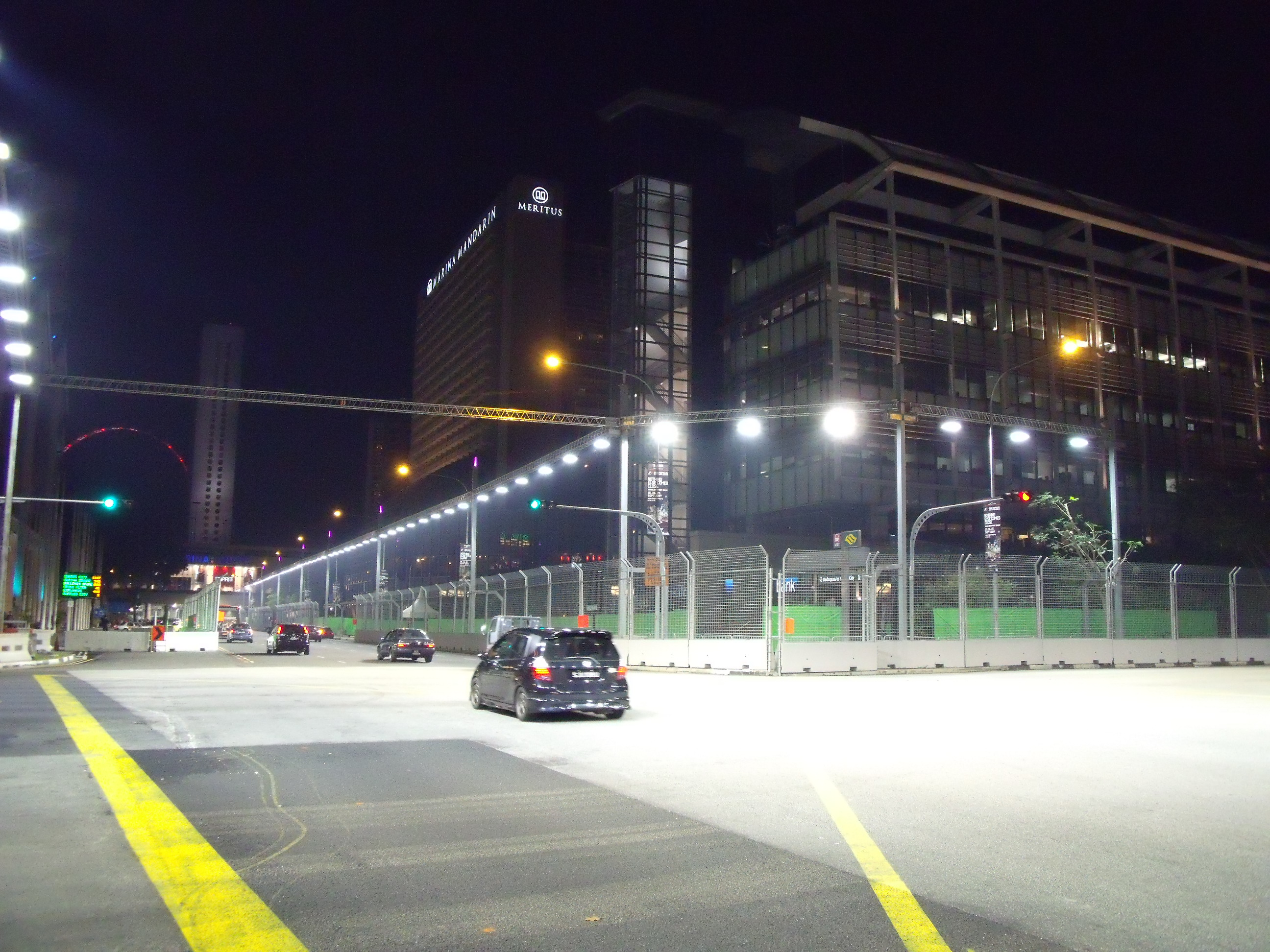
7号弯
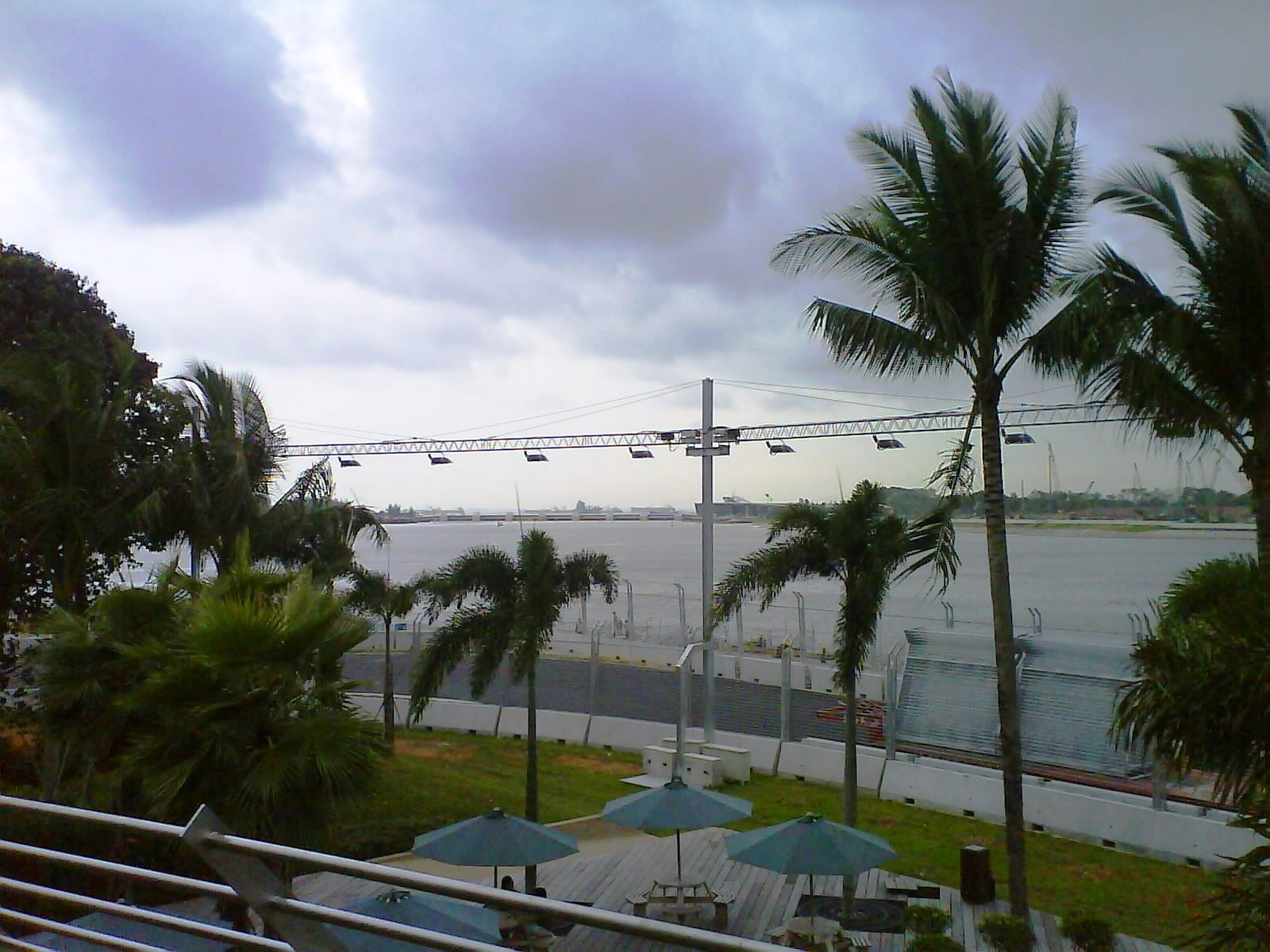
22号弯
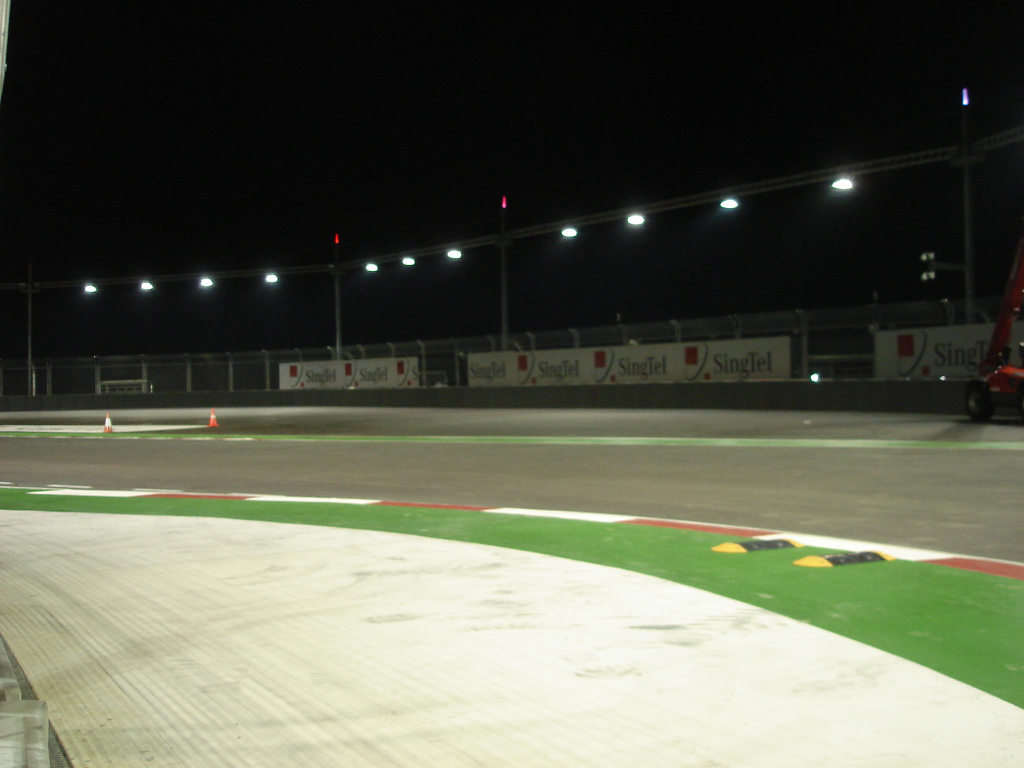
倒数第二个弯
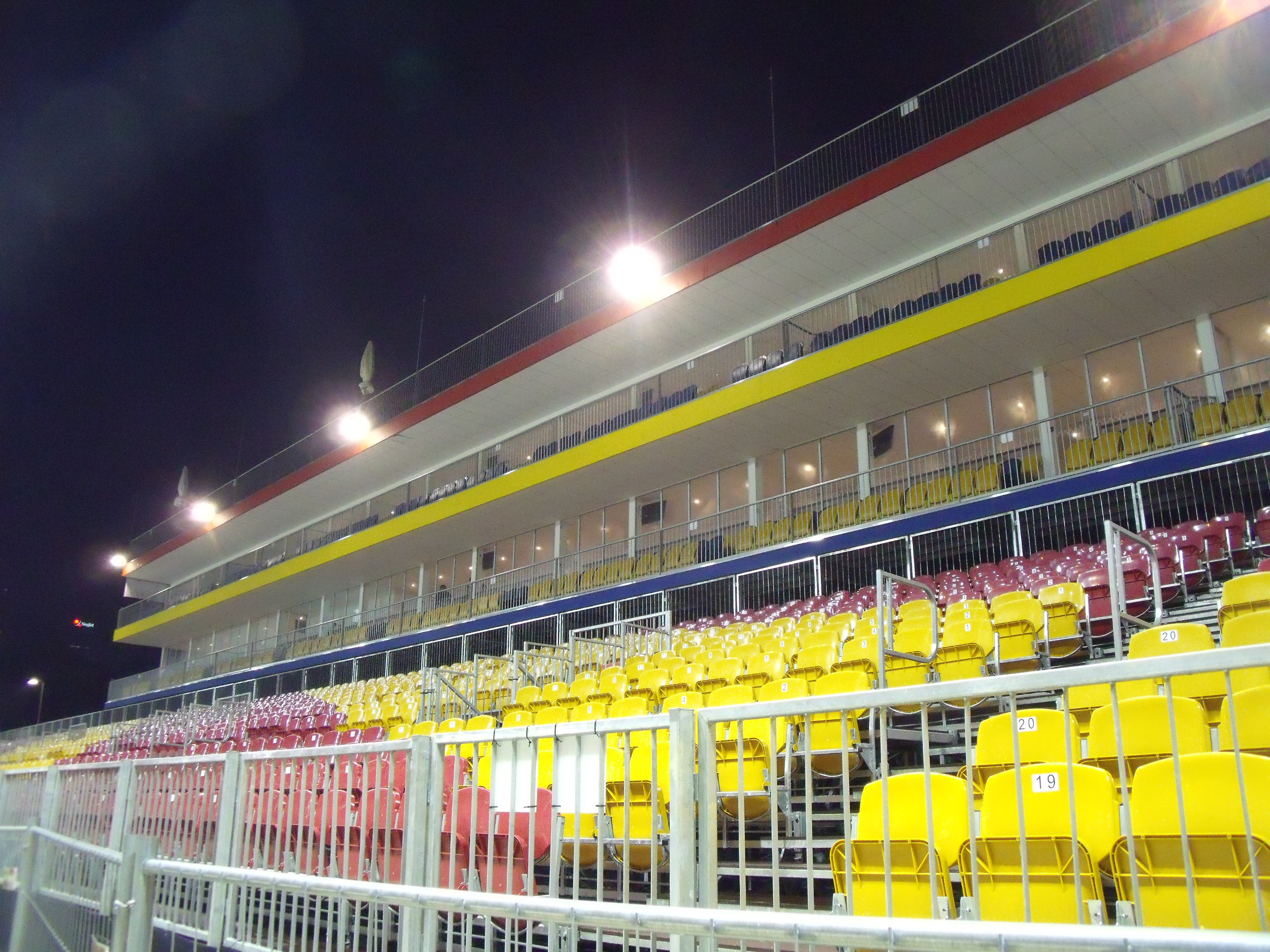
7、8号弯的斯坦福看台
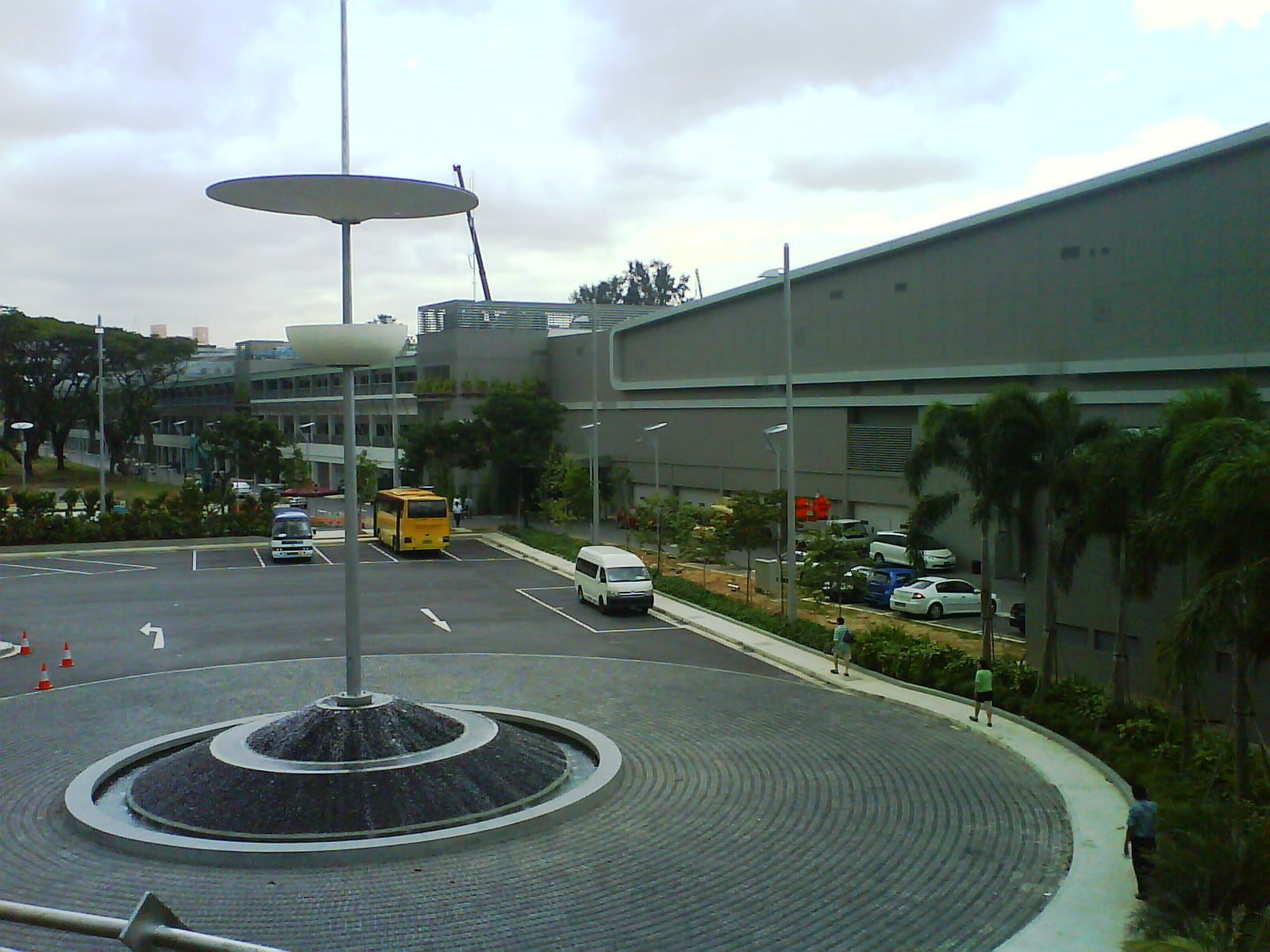
观众席
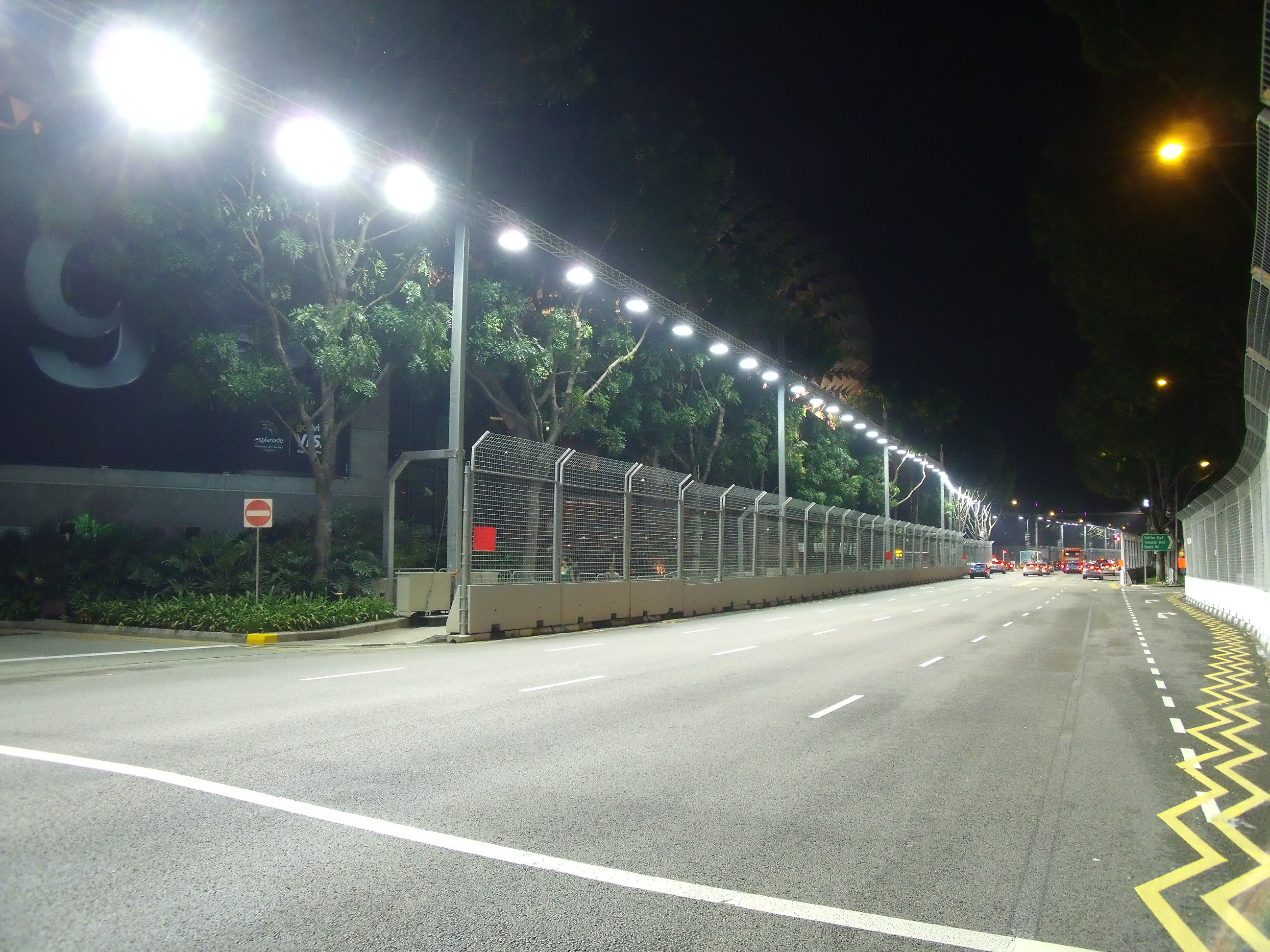
14号弯之后的来福士大街